# Capella Rocks
Die Capella Rocks sind ein niedriger und felsiger Gebirgskamm im Westen des Palmerlands auf der Antarktischen Halbinsel. Sie ragen 3 km nordöstlich der Auriga-Nunatakker nahe dem Kopfende des Bertram-Gletschers auf.
Das UK Antarctic Place-Names Committee benannte sie am 21. Juli 1976 nach Capella, dem Hauptstern im Sternbild des Fuhrmanns.